# Cost, Insurance and Freight
Il termine Cost, Insurance and Freight (in italiano: costo, assicurazione e nolo) utilizzato nella forma breve di acronimo come CIF, è una delle clausole contrattuali in uso nelle compravendite internazionali, quelle codificate nell'Incoterms e che servono a statuire i diritti e i doveri di ognuna delle parti in causa, definendo anche la suddivisione dei costi di trasporto, assicurativi e doganali tra venditore ed acquirente.

## Incoterms 2020
Dal sito ICC italiano, si legge che "il venditore effettua la consegna mettendo la merce a bordo della nave o procurando la merce già così consegnata. Il rischio di perdita o di danni alla merce passa quando la merce è a bordo della nave. Il venditore deve stipulare il contratto di trasporto e sopportare le spese necessarie per l’invio della merce al porto di destinazione convenuto. [...] Il compratore deve tener presente che secondo la regola CIF il venditore è obbligato ad ottenere soltanto una copertura assicurativa minima. [...] Questa regola presenta due punti critici, perché il passaggio del rischio e il trasferimento delle spese avvengono in luoghi diversi. Mentre il contratto specificherà sempre un porto di destinazione, esso potrebbe non specificare il porto d’imbarco, ove il rischio passa al compratore".
In generale, i termini marittimi sono usati se, prima del caricamento merce da sottobordo della nave sulla nave commerciale, la merce non è stata trasportata da un altro vettore/spedizioniere, ragion per cui la ICC ne scoraggia l'uso per il trasporto della merce in container (merce containerizzata) in favore del termine FCA Free Carrier; siccome in più si pattuisce un'assicurazione in capo al venditore, il termine consigliato in questo preciso contesto è CIP Carriage and Insurance Paid to.
Di base, CIF funziona come il termine CFR Cost and Freight: alla/entro la data convenuta, il venditore ha obbligo di caricare la merce (imballata o sfusa/unpackaged) a spese proprie dalla banchina (quay) o chiatta (barge) a bordo della nave commerciale (on board the vessel) nel porto d'imbarco/di caricamento/di partenza (port of shipment/loading); appena la merce supera fisicamente la murata della nave, i rischi di trasporto passano dal venditore al compratore siccome avviene il "delivery", nonostante la tratta marina dal porto d'imbarco al porto di destinazione sia controllata e spesata dal venditore. Il luogo preciso indicato dopo il termine CFR e CFT indica il porto di destinazione del venditore e a esso si dovrebbe affiancare un'indicazione precisa del port of delivery, in cui è avvenuto il trasferimento dei rischi. Se più vettori marini fanno tappa in più porti, il rischio di default passa quando la merce è caricata sul primo vettore (first carrier) a meno che le parti contraenti decidano diversamente e lo mettano per iscritto nel contratto.
In più la merce, come indica molto chiaramente la sigla e il nome del termine ("Insurance"), è assicurata dal venditore durante tutto il tempo del trasporto marittimo, cioè da quando la nave mercantile parte e si allontana dal porto di partenza/d'imbarco/di caricamento (che è anche il point of delivery) a quando la nave in questione attracca nel porto di arrivo/di destinazione, "port of destination" (resta valida solo per la tratta marina, compiuta dal vettore marino/spedizioniere marino, e non per altre tratte a meno che una delle due parti contraenti stipula assicurazioni che coprono altre tratte spaziali). Quindi il venditore deve coprire il costo di nolo marittimo e di assicurazione merce caricata su nave, mentre il costo e obbligo di scaricamento merce al porto di destinazione è negoziabile. L’imbarcatore non è responsabile dell’ottenimento di un’assicurazione, che è obbligo del venditore (copre i rischi del compratore). Il costo di stipulazione e mantenimento della polizza possono essere scaricati dal venditore sul costo finale della merce. A volte, alcuni paesi vietano l'opzione di aprire polizze assicurative all'estero.
L'assicurazione richiesta (Institute Cargo Clauses) di default è il livello C, ovvero il più basso e economico dal punto di vista del premio da pagare alla compagnia di assicurazione, ma il rischio è comunque abbastanza alto e si può optare per un'assicurazione basata su un clausolario migliore (B, A) scrivendo l'opzione finale nero su bianco sul contratto. Anche in questo caso l'assicurazione deve coprire almeno il 110% del valore della merce stabilito su contratto (il 10% extra è detto "lucro cessante"). Più le parti contraenti optano per un livello alto, più il valore finale della merce aumenta. Il livello A è il più alto, ma alcuni danni non sono coperti nemmeno dal livello A "all risks" (rischio di guerra, terrorismo e sciopero; il venditore, stipulando l'assicurazione richiesta dal termine e pattuita tra le parti, di base ha assolto al suo dovere). Se il compratore desidera coprire i danni di guerra e di sciopero (Institute War Clauses e Institute Strikes Clauses) e simili, il venditore è obbligato a stipularla ma il costo è in capo al compratore; se in più il venditore ha bisogno di informazioni possedute dal compratore per stipulare la polizza, quest'ultimo deve fornirgliele a proprie spese.
La merce viene scaricata al porto di destinazione dal venditore o compratore e, nel caso in cui viene scaricata a spese del venditore, di default quest'ultimo non ha diritto al rimborso spese di scaricamento salvo diverso accordo da inserire esplicitamente nel contratto.
Il compratore ha l’obbligo di ritiro fisico della merce siccome è un termine C. Il venditore deve produrre a sue spese i documenti per l'export (siccome la merce approda in uno o più porti all'estero) e la fattura commerciale e deve consegnare al compratore una copia della polizza assicurativa o una copia del certificato di assicurazione (per provare che la merce è assicurata come pattuito) e un documento che comprova l'avvenuto caricamento della merce senza danni nella nave, la polizza di carico marittima. In generale, tutti questi documenti possono essere cartacei o digitali/paperless. In caso in cui il delivery (cioè il caricamento merce a bordo) non sia avvenuto per mancanza della nave o della chiatta o sia avvenuto in ritardo, il venditore deve notificarlo al compratore. Il venditore deve adempiere a ogni obbligo di messa in sicurezza delle merci lungo tutta la tratta che controlla (e.g. se la merce è pericolosa: si pensi al gas, alcol etilico, acido o sostanze radioattive).

## Vecchie edizioni

### Incoterms 2000
Questa specifica notazione, in uso solamente nei trasporti via nave, stabilisce che a carico del venditore siano tutte le spese di trasporto fino al porto convenuto (esclusi i costi per lo scarico della nave), nonché le spese per l'ottenimento di licenze e documentazioni per l'esportazione dalla nazione di origine e quelle per le operazioni doganali sempre di esportazione. Sempre a carico del venditore sono anche le spese di assicurazione (escluse invece nella notazione similare CFR).
Nell'edizione 2020 delle Incoterms è richiesto di default il livello A negoziabile, mentre nell'edizione 2010 era richiesto il livello C con possibilità di negoziazione pure in questo caso. La merce va sempre assicurata almeno al 110% del suo valore.
Dal momento in cui la merce è giunta nel porto di arrivo, tutte le altre spese sono da considerarsi a carico dell'acquirente, compresi lo scarico a destino ed i costi doganali nella nazione destinataria .
La formulazione di questo termine di resa è considerata completa con l'indicazione del porto di destinazione (esempio C.I.F. Napoli). Veniva impropriamente ed erroneamente utilizzato anche quando il trasporto di merci avviene via strada o ferrovia, mentre in questi ultimi casi sarebbero da preferire altri termini quale ad esempio CFR ( senza assicurazione) o CIP
Dello stesso gruppo di termini di resa, definito il gruppo C, fanno parte anche CFR Cost and Freight, CPT Carriage Paid To e CIP Carriage and Insurance Paid to.

### Incoterms 2010
Il gruppo C non ha subito modifiche sostanziali in occasione della revisione dell'Incoterms avvenuta nel 2010; per questa specifica resa è semplicemente stata statuita quella che già prima era un'abitudine, cioè il fatto che possa essere utilizzata esclusivamente nel caso il trasporto avvenga via nave.

## Schema dei costi a carico di chi vende
| Assicurazione | Carico merce | Dogana export | Trasporto sino al porto di arrivo | Scarico dalla nave e proseguimento a destino | Dogana import | Tasse importazione |
| ------------- | ------------ | ------------- | --------------------------------- | -------------------------------------------- | ------------- | ------------------ |
| SI            | SI           | SI            | SI                                | NO                                           | NO            | NO                 |